# Thomas F. Bayard, Jr.
Thomas F. Bayard, Jr. (Wilmington, 1868. június 4. – Wilmington, 1942. július 12.) az Amerikai Egyesült Államok szenátora (Delaware, 1922–1929).